# Argia adamsi
Argia adamsi là một loài chuồn chuồn kim trong họ Coenagrionidae.
Argia adamsi được Calvert miêu tả khoa học năm 1902.